# Medal Rozjemcy
Medal Rozjemcy (port. Medalha do Pacificador) – brazylijskie wojskowe odznaczenie, ustanowione 25 sierpnia 1953.
Medal ten przeznaczony jest dla wojskowych i cywilów, zarówno Brazylijczyków jak i obcokrajowców, za wybitne zasługi na rzecz brazylijskich wojsk lądowych, zwiększające ich prestiż lub rozwijające przyjazne stosunki między armią brazylijską a innymi narodami.
Medal Rozjemcy z Palmą mocowaną do wstążki jest przyznanywany brazylijskim żołnierzom i cywilom, którzy w czasie pokoju, pełniąc swoje funkcje lub misje o charakterze wojskowym, wyróżnili się osobistymi aktami wyrzeczeń, waleczności i odwagi z narażeniem życia.
W brazylijskiej kolejności starszeństwa odznaczeń krzyż zajmuje miejsce bezpośrednio po Medalu Marynarki Wojennej za Wybitną Służbę, a przed lotniczym Medalem Zasługi Santosa Dumonta.